# 芦庄乡
芦庄乡，是中华人民共和国河北省保定市安新县下辖的一个乡镇级行政单位。

## 行政区划
芦庄乡下辖以下地区：
芦庄村、北边吴村、苏果庄村、南边吴村、邢屯村、甄庄村、谢庄村、杨桥村、白疃村、林村、小郭村和牛角村。